# Bangladeschische Cricket-Nationalmannschaft in den West Indies in der Saison 2009
Die Tour der bangladeschischen Cricket-Nationalmannschaft in die West Indies in der Saison 2009 fand vom 3. Juli bis zum 2. August 2009 statt. Die internationale Cricket-Tour war Teil der internationalen Cricket-Saison 2009 und umfasste zwei Test Matches, drei ODIs und ein Twenty20. Bangladesch gewann alle Tests und ODIs, während die West Indies das Twenty20 gewannen.

## Vorgeschichte

### Einordnung
Zunächst war die Tour für April geplant, doch nachdem die West Indies in England kurzfristig als Ersatz einsprangen, folgte der Start erst im Juli. Bangladesch spielte zuletzt im Januar eine Serie gegen Simbabwe.

### Spielerstreik
Die Benennung des Kaders der West Indies wurde von Kontroversen begleitet. Der ursprünglich am 7. Juli benannte Test_Kader musste Tags darauf revidiert werden, nachdem die Spielervereinigung einen Boykott ankündigte. Als Konsequenz spielte für die West Indies beim ersten Test nur eine unerfahrene Mannschaft, was zu dem zweiten Test-Sieg Bangladeschs überhaupt führte. Der Streik wurde nach der zweiten Test-Niederlage der West Indies am 22. Juli beendet, jedoch entschieden die Auswählenden des Teams nicht die bereit getroffenen Auswahlentscheidungen zu revidieren.

## Stadien
Die folgenden Stadien wurden für die Tour als Austragungsort vorgesehen und am 23. April 2009 festgelegt.
| Stadt        | Land                           | Stadion                  | Kapazität | Spiele         |
| ------------ | ------------------------------ | ------------------------ | --------- | -------------- |
| Roseau       | Dominica                       | Windsor Park (Dominica)  | 12.000    | 1. + 2. ODI    |
| St. George's | Grenada                        | Grenada National Stadium | 20.000    | 2. Test        |
| Basseterre   | St. Kitts und Nevis            | Warner Park Stadium      | 10.000    | 3. ODI; 1. T20 |
| Kingstown    | St. Vincent und die Grenadinen | Arnos Vale Stadium       | 18.000    | 1. Test        |

## Kaderlisten
Bangladesch benannte seinen Kader am 13. Juni 2009. Die West Indies benannten ihren Test-Kader am 8. Juli, seinen ODI-Kader am 21. Juli und den T20-Kader am 30. Juli 2009.
| Test | Test | ODI | ODI | Twenty20 | Twenty20 |
| Bangladesch | West Indies | Bangladesch | West Indies | Bangladesch | West Indies |
| --- | --- | --- | --- | --- | --- |
| - Mashrafe Mortaza (K) - Shakib Al Hasan (VK) - Enamul Haque - Junaid Siddique - Imrul Kayes - Mahbubul Alam - Mahmudullah - Mehrab Hossain - Mohammad Ashraful - Mushfiqur Rahim (wk) - Raqibul Hasan - Rubel Hossain - Saghir Hossain (wk) - Shahadat Hossain - Tamim Iqbal | - Floyd Reifer (K) - Darren Sammy (VK) - Ryan Austin - David Bernard - Tino Best - Kraigg Brathwaite - Andre Creary - Travis Dowlin - Ryan Hinds - Kevin McClean - Nikita Miller - Nelon Pascal - Omar Phillips - Dale Richards - Kemar Roach - Chadwick Walton (wk) | - Shakib Al Hasan (K) - Mushfiqur Rahim (K & wk) - Abdur Razzak - Junaid Siddique - Imrul Kayes - Mahbubul Alam - Mahmudullah - Mehrab Hossain - Mohammad Ashraful - Naeem Islam - Raqibul Hasan - Rubel Hossain - Syed Rasel - Tamim Iqbal | - Floyd Reifer (K) - Darren Sammy (VK) - David Bernard - Travis Dowlin - Andre Fletcher - Rawl Lewis - Nikita Miller - Nelon Pascal - Kieran Powell - Dale Richards - Kemar Roach - Devon Smith - Devon Thomas (wk) - Gavin Tonge | - Shakib Al Hasan (K) - Mushfiqur Rahim (K & wk) - Abdur Razzak - Imrul Kayes - Junaid Siddique - Mahbubul Alam - Mahmudullah - Mehrab Hossain - Mohammad Ashraful - Naeem Islam - Raqibul Hasan - Rubel Hossain - Syed Rasel - Tamim Iqbal | - Floyd Reifer (K) - Darren Sammy (VK) - David Bernard - Travis Dowlin - Andre Fletcher - Rawl Lewis - Nikita Miller - Kieran Powell - Dale Richards - Kemar Roach - Devon Smith - Devon Thomas (wk) - Gavin Tonge |

## Tour Matches
| 3. – 5. Juli Scorecard | Bridgetown | Bangladeshis 195 (63.5) & 233-5 (81) | – | West Indies A 248 (82.5) |
|                        |            | Remis                                |   |                          |

| 24. Juli Scorecard | Portsmouth | Bangladehis 167-6 (25/25)         | – | University of West Indies Vice Chancellor's XI 151-8 (25/25) |
|                    |            | Bangladeshis gewinnen mit 16 Runs |   |                                                              |

## Tests

### Erster Test in Kingstown
| 9. – 13. Juli Scorecard | Kingstown | Bangladesch 238 (88.2) & 345 (120.1) | – | West Indies 307 (95.1) & 181 (70.1) |
|                         |           | Bangladesch gewinnt mit 95 Runs      |   |                                     |

Die bangladeschischen Spieler Shakib Al Hasan und Shahadat Hossain wurden auf Grund übertriebenen Appellierens mit einer Geldstrafe belegt.

### Zweiter Test in St George's
| 17. – 21. Juli Scorecard | St. George's | West Indies 237 (76.1) & 209 (70.5) | – | Bangladesch 232 (79.5) & 217-6 (54.4) |
|                          |              | Bangladesch gewinnet mit 4 Wickets  |   |                                       |

## One-Day Internationals

### Erstes ODI in Roseau
| 26. Juli Scorecard | Roseau | Bangladesch 246-9 (50)          | – | West Indies 194 (43.4) |
|                    |        | Bangladesch gewinnt mit 52 Runs |   |                        |

### Zweites ODI in Roseau
| 28. Juli Scorecard | Roseau | West Indies 274-6 (50)            | – | Bangladesch 276-7 (49) |
|                    |        | Bangladesch gewinnt mit 3 Wickets |   |                        |

Der west-indische Bowler Kemar Roach wurde auf Grund von zwei direkten Würfen über Hüfthöhe (Beamer) mit einer Geldstrafe belegt.

### Drittes ODI in Basseterre
| 31. Juli Scorecard | Basseterre | West Indies 248 (47.4)            | – | Bangladesch 249-7 (48.5) |
|                    |            | Bangladesch gewinnt mit 3 Wickets |   |                          |

## Twenty20 International in Basseterre
| 2. August Scorecard | Basseterre | Bangladesch 118-9 (20)            | – | West Indies 119-5 (16.5) |
|                     |            | West Indies gewinnt mit 5 Wickets |   |                          |

## Statistiken
Die folgenden Cricketstatistiken wurden bei dieser Tour erzielt.
| Tests                | Tests       | Tests   | Tests   | Tests   | Tests   | Tests   | Tests   | Tests   |
| Batting              | Batting     | Batting | Batting | Batting | Batting | Batting | Batting | Batting |
| Spieler              | Mannschaft  | Spiele  | Innings | Runs    | Average | HS      | 100s    | 50s     |
| -------------------- | ----------- | ------- | ------- | ------- | ------- | ------- | ------- | ------- |
| Tamim Iqbal          | Bangladesch | 2       | 4       | 197     | 49,25   | 128     | 1       | 0       |
| David Bernard        | West Indies | 2       | 4       | 191     | 63,66   | 69      | 0       | 3       |
| Travis Dowlin        | West Indies | 2       | 4       | 185     | 46,25   | 95      | 0       | 1       |
| Omar Phillips        | West Indies | 2       | 4       | 160     | 40,00   | 94      | 0       | 1       |
| Shakib Al Hasan      | Bangladesch | 2       | 4       | 159     | 53,00   | 96*     | 0       | 1       |
| Bowling              |             |         |         |         |         |         |         |         |
| Spieler              | Mannschaft  | Spiele  | Overs   | Wickets | Average | BBI     | 5W      | 10W     |
| Kemar Roach          | West Indies | 2       | 86.3    | 13      | 17,61   | 6/48    | 1       | 0       |
| Shakib Al Hasan      | Bangladesch | 2       | 109.1   | 13      | 18,76   | 5/70    | 1       | 0       |
| Mohammad Mahmudullah | Bangladesch | 2       | 62.4    | 12      | 15,91   | 5/51    | 1       | 0       |
| Darren Sammy         | West Indies | 2       | 80.1    | 12      | 17,33   | 5/55    | 2       | 0       |
| Enamul Haque         | Bangladesch | 1       | 41      | 6       | 18,33   | 3/48    | 0       | 0       |

| ODIs                 | ODIs        | ODIs    | ODIs    | ODIs    | ODIs    | ODIs    | ODIs    | ODIs    |
| Batting              | Batting     | Batting | Batting | Batting | Batting | Batting | Batting | Batting |
| Spieler              | Mannschaft  | Spiele  | Innings | Runs    | Average | HS      | 100s    | 50s     |
| -------------------- | ----------- | ------- | ------- | ------- | ------- | ------- | ------- | ------- |
| Travis Dowlin        | West Indies | 3       | 3       | 148     | 74,00   | 100*    | 1       | 0       |
| Mohammad Ashraful    | Bangladesch | 3       | 3       | 140     | 46,66   | 64      | 0       | 2       |
| Shakib Al Hasan      | Bangladesch | 3       | 3       | 135     | 45,00   | 65      | 0       | 2       |
| Junaid Siddique      | Bangladesch | 3       | 3       | 114     | 38,00   | 55      | 0       | 1       |
| Devon Smith          | West Indies | 3       | 3       | 113     | 37,66   | 65      | 0       | 1       |
| Bowling              |             |         |         |         |         |         |         |         |
| Spieler              | Mannschaft  | Spiele  | Overs   | Wickets | Average | BBI     | 5W      | 10W     |
| Kemar Roach          | West Indies | 3       | 27.4    | 10      | 16,20   | 5/44    | 1       | 0       |
| Abdur Razzak         | Bangladesch | 3       | 29.4    | 7       | 22,85   | 4/39    | 0       | 0       |
| David Bernard        | West Indies | 3       | 30      | 4       | 34,25   | 2/59    | 0       | 0       |
| Naeem Islam          | Bangladesch | 3       | 25      | 3       | 34,00   | 1/26    | 0       | 0       |
| Mohammad Mahmudullah | Bangladesch | 3       | 23      | 3       | 40,66   | 2/38    | 0       | 0       |
| Darren Sammy         | West Indies | 3       | 29      | 3       | 41,33   | 2/37    | 0       | 0       |

| Twenty20             | Twenty20    | Twenty20 | Twenty20 | Twenty20 | Twenty20 | Twenty20 | Twenty20 | Twenty20 |
| Batting              | Batting     | Batting  | Batting  | Batting  | Batting  | Batting  | Batting  | Batting  |
| Spieler              | Mannschaft  | Spiele   | Innings  | Runs     | Average  | HS       | 100s     | 50s      |
| -------------------- | ----------- | -------- | -------- | -------- | -------- | -------- | -------- | -------- |
| Travis Dowlin        | West Indies | 1        | 1        | 37       |          | 37*      | 0        | 0        |
| Devon Smith          | West Indies | 1        | 1        | 37       | 37,00    | 37       | 0        | 0        |
| Naeem Islam          | Bangladesch | 1        | 1        | 27       | 27,00    | 27       | 0        | 0        |
| Floyd Reifer         | West Indies | 1        | 1        | 22       | 22,00    | 22       | 0        | 0        |
| Mohammad Mahmudullah | Bangladesch | 1        | 1        | 21       | 21,00    | 21       | 0        | 0        |
| Bowling              |             |          |          |          |          |          |          |          |
| Spieler              | Mannschaft  | Spiele   | Overs    | Wickets  | Average  | BBI      | 5W       | 10W      |
| Mohammad Ashraful    | Bangladesch | 1        | 2        | 2        | 9,00     | 2/18     | 0        | 0        |
| Nikita Miller        | West Indies | 1        | 4        | 2        | 11,00    | 2/22     | 0        | 0        |
| Darren Sammy         | West Indies | 1        | 4        | 2        | 16,50    | 2/33     | 0        | 0        |
| Rubel Hossain        | Bangladesch | 1        | 3        | 1        | 13,00    | 1/13     | 0        | 0        |
| Shakib Al Hasan      | Bangladesch | 1        | 4        | 1        | 13,00    | 1/13     | 0        | 0        |
| Nazmul Hossain       | Bangladesch | 1        | 2        | 1        | 15,00    | 1/15     | 0        | 0        |
| Gavin Tonge          | West Indies | 1        | 4        | 1        | 25,00    | 1/25     | 0        | 0        |

## Player of the Series
Als Player of the Series wurden die folgenden Spieler ausgezeichnet.
| Serie | Player of the Series |
| ----- | -------------------- |
| Test  | Shakib Al Hasan      |
| ODI   | Shakib Al Hasan      |

### Player of the Match
Als Player of the Match wurden die folgenden Spieler ausgezeichnet.
| Spiel   | Player of the Match  |
| ------- | -------------------- |
| 1. Test | Tamim Iqbal          |
| 2. Test | Shakib Al Hasan      |
| 1. ODI  | Abdur Razzak         |
| 2. ODI  | Shakib Al Hasan      |
| 3. ODI  | Mohammad Mahmudullah |
| 1. T20  | Darren Sammy         |